# Kościół Ofiarowania Najświętszej Maryi Panny w Bieniszewie

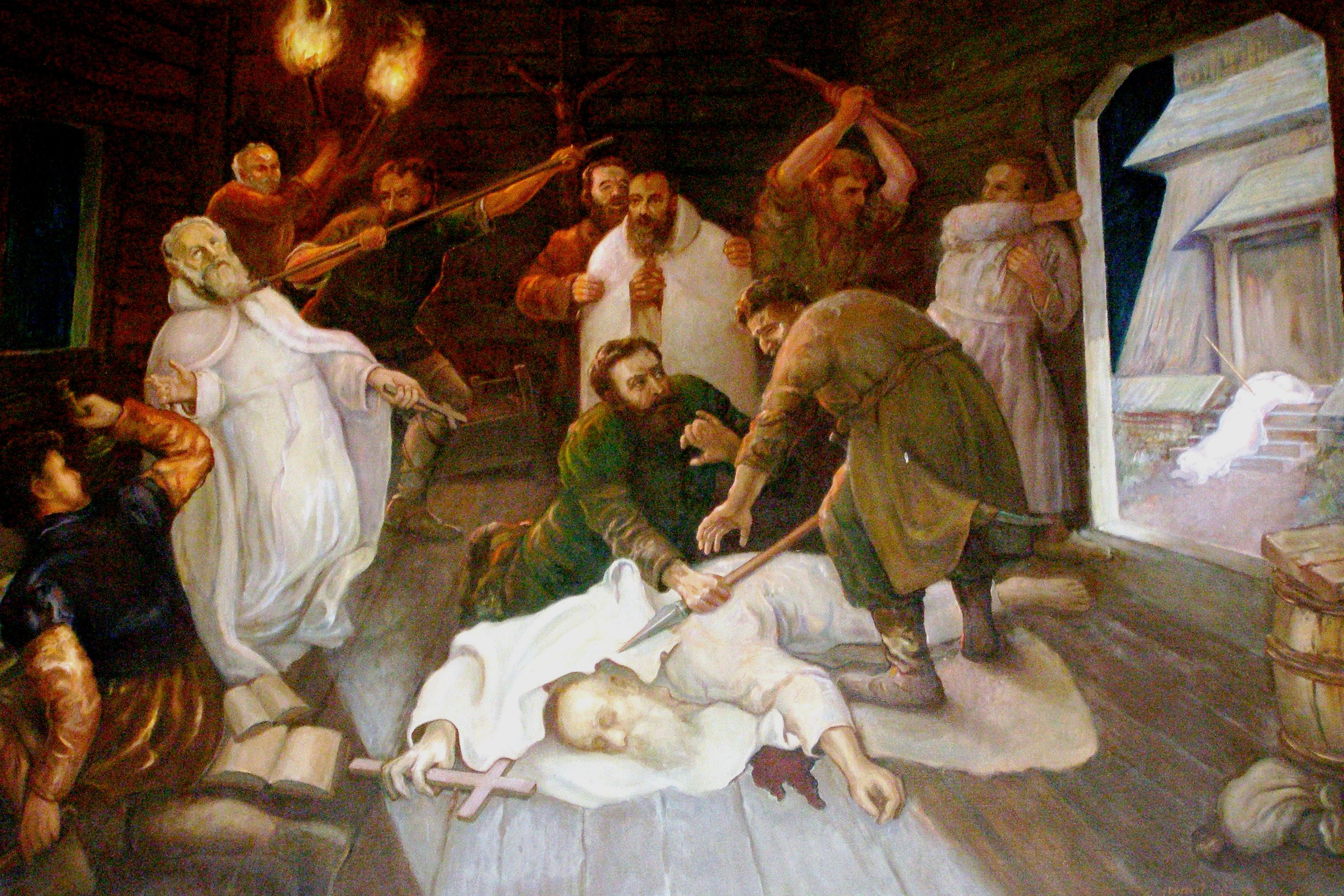
Obraz Pięciu Braci Męczenników

Kościół Narodzenia Najświętszej Maryi Panny – zabytkowy kościół rzymskokatolicki wraz z eremem oo. kamedułów w Bieniszewie.
Klasztor znajduje się na Sowiej Górze w Puszczy Bieniszewskiej w powiecie konińskim na południe od siedziby gminy – Kazimierza Biskupiego.
Pierwsi zakonnicy dotarli w okolice Kazimierza Biskupiego około 1670 roku za sprawą Alberta (Wojciecha) Kadzidłowskiego, który zgodził się na powstanie eremu.
Kameduli są Kongregacją Pustelników żyjących według wyznaczonych przez siebie własnych surowych zasad opartych na Regule św. Benedykta oraz konstytucjach Zgromadzenia Pustelników Kamedułów Góry Koronnej. Mnisi stronią od kontaktu ze światem zewnętrznym, nie słuchają radia i nie oglądają telewizji. Wyjątkiem były pielgrzymki Jana Pawła II do Polski, kiedy zakonnicy pożyczali telewizor, by śledzić przebieg podróży. Kamedułów obowiązuje ścisły post.
Mnisi, jak pustelnicy w dawniejszych czasach, noszą długie brody i golą głowy. Strój zakonny stanowi biały habit z kapturem, szkaplerzem i płóciennym pasem. Podczas nabożeństw na habit narzucają płaszcz chórowy.
Poza liturgiami oraz wspólnymi posiłkami, podczas dwunastu uroczystości liturgicznych zakonnicy przebywają w oddzielnych, niewielkich domkach z ogródkami, zwanych celami. Tam modlą się, pracują, kontemplują i spożywają posiłki. Starają się unikać kontaktów i zbędnych rozmów, są cisi.
Dzień w klasztorze zaczyna się o 3:45, kiedy mnisi udają się do kościoła na wspólną modlitwę brewiarzową (Godzinę Czytań).
Kameduli mają 9 klasztorów na świecie, w tym dwa w Polsce. Prócz klasztoru w Bieniszewie Kościół Wniebowzięcia Najświętszej Maryi Panny w Krakowie. Dom generalny Kongregacji Pustelników Kamedułów z Góry Koronnej znajduje się w Monte Porzio Catone, w pobliżu Frascati koło Rzymu.

## Historia

### Pierwsze wzmianki
Z klasztoru Pereum we Włoszech, gdzie opatem był św. Romuald, założyciel kamedułów, w 1001 roku wyruszyło do Polski dwóch mnichów: Benedykt i Jan, aby założyć pustelnię. Na miejscu dołączyło do nich trzech Polaków. W listopadzie 1003 roku pięciu eremitów: Benedykt, Jan, Mateusz, Izaak i Krystyn poniosło śmierć męczeńską i wkrótce zostało kanonizowanych przez papieża Jana XVIII. Cześć oddawana św. Pięciu Braciom Męczennikom w okolicach Kazimierza Biskupiego przyczyniła się do powstania klasztoru bernardynów w tym mieście, a następnie pustelni kamedułów w Bieniszewie.
Historia pierwszych zakonników na ziemiach polskich sięga początku XVII wieku, kiedy Mikołaj z Podhajec Wolski sprowadził Kamedułów do Krakowa. Przybycie Kamedułów pochwalił król Polski Zygmunt III Waza, który był zagorzałym katolikiem. W 1604 roku rozpoczęto budowę Kościoła Wniebowzięcia Najświętszej Maryi Panny na krakowskich Bielanach.
Z przybyciem „białych braci” w rejon Kazimierza Biskupiego, miejsce kultu Pięciu Braci Męczenników, wiąże się legenda, według której nocą 20 listopada 1662 roku Zofii z pobliskiego Bochlewa ukazała się piękna pani, która przeprowadziła ją suchą stopą przez Jezioro Skąpe na Sowią Górę w środku puszczy, gdzie siedemnastoletniej dziewczynie ukazał się chór zakonników w białych habitach z długimi brodami. Biała pani zapowiedziała także, że na górze, gdzie zdarzyło się widzenie, zamieszkają mnisi, by modlić się w głuszy za grzechy wszystkich ludzi. Nakazała także, by opowiedziała innym, co stało się w puszczy. Opowieść ta przez księdza spowiednika trafiła do Alberta Kadzidłowskiego – zarządcy Kazimierza Biskupiego, który podarował kamedułom ziemię na Sowiej Górze, jezioro Skąpe, a także spory obszar lasu, drewno, prawo do połowu ryb oraz pieniądze na utrzymanie.
Pierwszą mszę świętą w drewnianym klasztorze odprawiono 17 października 1666 roku. Niecały miesiąc później zmarł fundator kościoła, od dwóch lat zmagający się z chorobą. Kadzidłowski w testamencie przekazał Kamedułom 16 tysięcy złotych. W klasztorze znajdował się przekazany z Bielan w 1672 roku, obraz Matki Boskiej z Dzieciątkiem Jezus, uważany za święty. Ikona pochodziła z Grecji, a do Polski trafiła z Rosji za sprawą Jerzego Mniszcha, uczestnika Dymitriad. Ważnym wydarzeniem w dziejach klasztoru było przekazanie w 1731 roku przez kapitułę poznańską części relikwii Pięciu Braci Męczenników.

### Pożar drewnianego kościoła
W połowie XVIII stulecia doszło do pożaru drewnianego klasztoru. Jeden z klasztorników wykazujący objawy choroby psychicznej podpalił budynek, w którym spłonął cudowny obraz Matki Boskiej oraz ołtarz. Zniszczenia, dzięki skromnym zasobom pieniężnym, udało się odbudować w nieco ponad półtora roku – sprowadzono nowy obraz oraz odrestaurowano kapitularz, chór, a także wzniesiono trzy nowe ołtarze.

### Budowa murowanej świątyni
Zakonnicy, mając na uwadze niebezpieczeństwo kolejnych pożarów, zdecydowali o budowie klasztoru murowanego. Około roku 1760 rozpoczęto prace, które z przerwami trwały do 1781 roku. Problemem był głównie brak funduszy. Z pomocą kamedułom bieniszewskim przyszedł bogaty klasztor w Wigrach nad jeziorem Wigry. Przekazał on 130 tysięcy złotych dla Bieniszewa. Autorem projektu klasztoru był nieznany architekt włoski. Malowidła w zakrystii i kapitularzu są dziełami Joannesa Petriego.

### Rozbiory Polski i kasata klasztoru
Koniec wieku XVIII był czasem upadku potęgi Polski zwieńczonym trzema rozbiorami. Zaborcy konsekwentnie niszczyli przejawy polskości oraz likwidowali kościoły i zakony. Skasowano również erem w Bieniszewie. Rosjanie przekazali własności klasztoru pod zarząd proboszcza parafii w Kazimierzu Biskupim, który w ciągu roku odprawiał w Bieniszewie msze święte. Z trudem wybudowany kościół popadał w ruinę – dachy przeciekały, na ścianach pojawiła się wilgoć. Zaborcy wywieźli obraz Najświętszej Maryi Panny do cerkwi w Koninie, jednak po buncie malowidło powróciło.

### Klasztor w rękach Mielżyńskich
Nieco ponad 40 lat po kasacie klasztoru, w 1840 roku hrabia Mielżyński odkupił od zaborców budynki klasztorne z 10 hektarami ziemi, jednak warunkiem sprzedaży terenu była rozbiórka zespołu klasztornego. Hrabia nakazał więc demontaż części dachu, nie burząc doszczętnie świątyni. Częściowo rozebrany klasztor zaczął niszczeć do czasu przejęcia go przez nowych właścicieli Kazimierza – ród Mańkowskich.

### Przywrócenie świetności i powrót zakonników

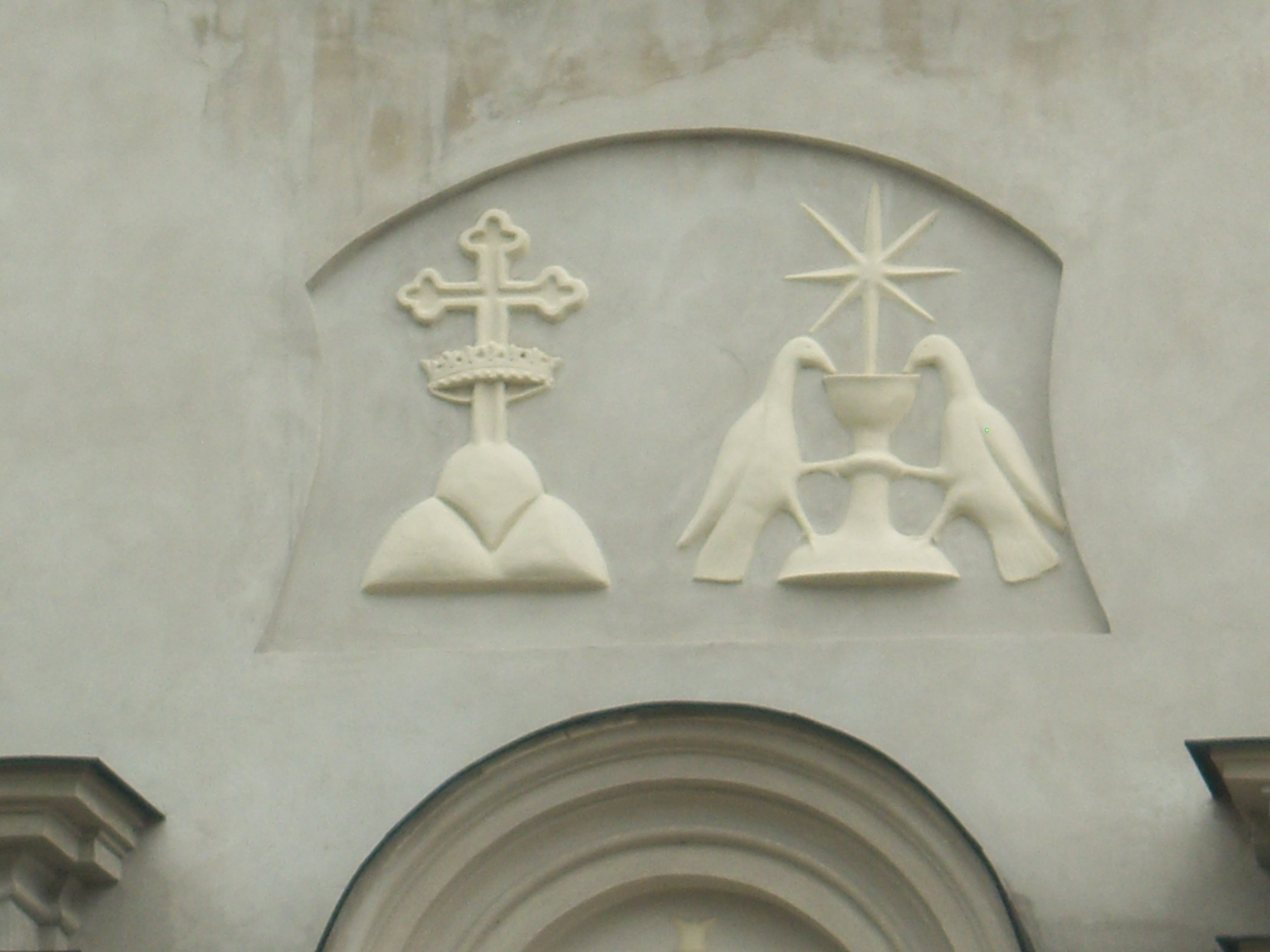
Godła kongregacji Monte Corona i Calmadoli na fasadzie kościoła

Stanisław Mańkowski włożył w odbudowę podniszczonej świątyni wiele pracy i pieniędzy – zlecił położenie nowego dachu krytego gontem i ocynkowaną blachą oraz wstawienie okien. Odnowiona świątynia w trakcie I wojny światowej stała pusta, ale dzięki kazimierskiej parafii kościół nie niszczał. W 1928 roku senator Mańkowski skontaktował się z klasztorem w Krakowie celem reaktywacji zakonu w Bieniszewie. Rok później, w październiku 1929 roku Kapituła Generalna zakonu we Włoszech zebrała się, by przedyskutować wniosek senatora. Z powodu kłopotów finansowych zakonu przełożono ponowne otwarcie eremu na Sowiej Górze. Dzięki opóźnieniu ród Mańkowskich miał czas na przywrócenie świątyni do dawnego blasku. Do śmierci senatora w 1936 roku poczyniono wiele prac remontowych. W testamencie dobrodziej zapisał braciom budynki klasztorne oraz 8 hektarów ziemi. Tego samego roku zwołano kapitułę we Włoszech i podjęto decyzję o reaktywacji eremu, którego superiorem został o. Alojzy Poprawa. Oprócz niego w klasztorze miał zamieszkać jeszcze jeden ojciec i czterech braci zakonnych. Ojciec Alojzy przybył do klasztoru na początku 1937 roku, a w lipcu dołączyli do niego o. Maksymilian oraz bracia Gerard i Paweł.
2 lipca 1937 roku, po 118 latach ciszy, zabrzmiał dzwon klasztorny. Bracia zakonni zabrali się do pracy nad porządkami i naprawami uszkodzonych budynków. Pracę odnowienia obrazu Matki Bożej Pocieszenia zlecono poznańskiemu artyście, Stefanowi Bukowskiemu, który zdążył odrestaurować obraz przed bieniszewskim odpustem przypadającym na 8 września. Tego dnia, w uroczystość Narodzenia Najświętszej Maryi Panny, odnowione malowidło wróciło na chór zakonny, za głównym ołtarzem. W odpuście wzięło udział około trzydzieści tysięcy wiernych.
Jesienią 1937 roku bracia zakonni i świeccy wolontariusze kontynuowali prace nad remontem budynków w eremie i sprzątaniem kościoła. Zmieniono strzechę na ceramiczne okrycie dachów, dobudowano wieżyczkę nad bramą, wydrążono nową studnię oraz rozpoczęto stawianie murowanych eremów w miejsce rozsypujących się drewnianych chatek. W kościele odkurzono i odmalowano wnętrze, a także wymieniono zniszczoną ceglaną posadzkę. Pracę włożoną w odbudowę klasztoru podsumowuje list nuncjusza papieskiego Francesco Marmaggiego do o. Alojzego:

Wasza pustelnia na ziemi polskiej to ubłaganie, które staje opatrznościowo przed oczyma zmartwychwstałej Polski, jako wzór podniesienia moralności i duchowości religijnej, co zabłysa światłem zabarwionego krwią Męczenników w zaraniu jej życia chrześcijańskiego i narodowego, a zatem jest znakiem i zapowiedzią dobrego (...)

### II wojna światowa
Prace nad klasztorem przerwał wybuch II wojny światowej. Mimo opanowania przez III Rzeszę terenów Bieniszewa we wrześniu 1939 roku, erem początkowo zostawiono w spokoju, który utrzymał się do 26 sierpnia 1940 roku. Wówczas aresztowano ojców Alojzego, Krystyna, Floriana oraz Cherubina i przewieziono ich do obozu w Sachsenhausen. W podberlińskim obozie we wrześniu 1940 roku zmarł o. Krystyn. Pozostali aresztowani przewiezieni zostali do KL Dachau. Dwa lata od aresztowania, dnia 13 sierpnia 1942 zmarł o. Alojzy (nr obozowy 22477), a 25 września tego samego roku w ośrodku eutanazji w Hartheim zagazowano o. Cherubina (nr obozowy 22737). Jedynie o. Florian przeżył; pod koniec kwietnia 1945 roku obóz wyzwoliła armia amerykańska.
Kilka tygodni po aresztowaniu starszyzny klasztoru przepędzono braci zakonnych, a na ich miejsce sprowadzono niemiecką młodzież zrzeszoną w Hitlerjugend. Bracia, chcąc uchronić obraz NMP, zakopali go w obejściu klasztoru w nasmołowanej skrzyni. Hitlerowska młodzież zaczęła niszczyć teren eremu – powybijano szyby, zniszczono ołtarz oraz chór klasztorny, zdewastowano cele pustelnicze. Zniszczono katakumby – porozbijano groby, a szczątki zmarłych porozrzucano po lesie. W styczniu 1945 roku, kiedy Niemcy zaczęli wycofywać się z terenów Warthegau, podpalono zabudowania i wnętrze klasztoru.

### Czasy powojenne

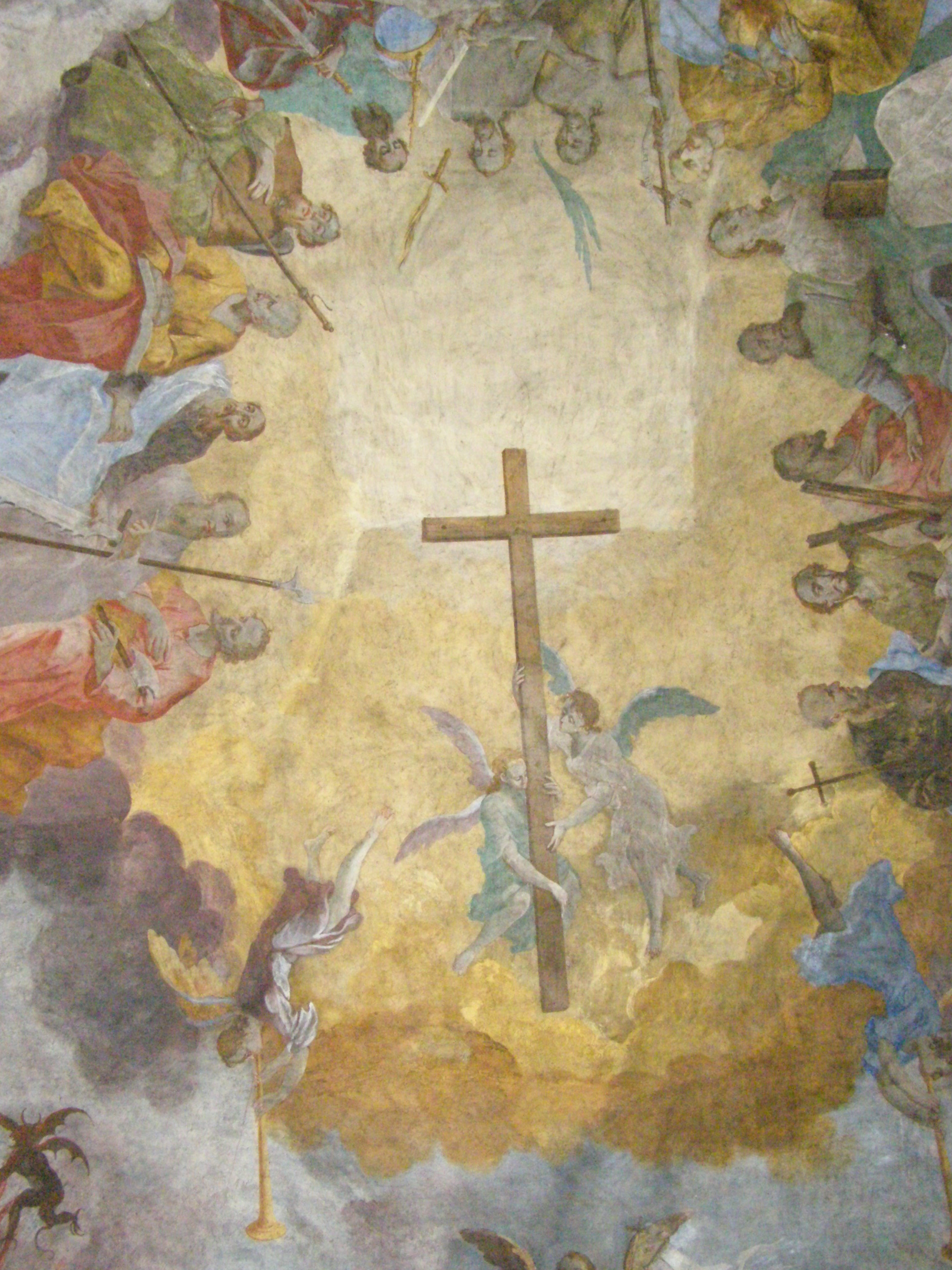
Polichromia w „Piekiełku”

Po odejściu faszystów rozproszeni bracia, którzy przeżyli koszmar wojny, zaczęli powracać do klasztoru. Zastali wielkie zniszczenia, jednak zdeterminowani byli odbudować erem i przywrócić mu dawny blask.
Nowym przeorem klasztoru został o. Florian, jedyny ze starszyzny klasztoru, któremu udało się przeżyć II wojnę światową. Pierwszą czynnością po powrocie zakonników było odkopanie cudownego obrazu. Obraz jednak zetlał i skruszał i nie nadawał się do umieszczenia w kościele. Bracia postanowili więc zabrać go do Krakowa, do malarza biblisty – ks. prof. Józefa Kaczmarka. Z racji bardzo złego stanu malowidła renowacja była niemożliwa, a ksiądz Kaczmarek podjął się namalowania obrazu od nowa na podstawie kolorowej miniatury i starych zdjęć. Nowy obraz powrócił na dawne miejsce – chór za głównym ołtarzem. Kopia nie zadowoliła jednak kapituły klasztoru i przeora, który zlecił namalowanie nowej poznańskiej artystce, pani Przerębskiej. Obraz Przerębskiej wstawiono do chóru, a kopię ks. Kaczmarka przeniesiono do kapliczki domku pustelniczego przeora. Odbudowa powojennych zniszczeń trwała 10 lat i zakończyła się w 1955 roku.
Mimo że mnisi nie mieli pieniędzy, nigdy nie prosili o jałmużnę. Mogli jednak liczyć na pomoc i hojność wiernych. W latach 70. wspólnymi siłami wybudowano domek pustelniczy oraz pokryto dachy wieży i głównej nawy miedzianą blachą. We wrześniu 1974 roku zainstalowano nowy dzwon zakupiony przez o. Floriana. Rok później Amerykanin pochodzący z Kazimierza Biskupiego zafundował budynek z celami dla ośmiu kamedułów. W następnym dziesięcioleciu odnowiono mury kościoła oraz powstały kolejne cele pustelnicze.
W 2010 roku Głos Wielkopolski zaczął donosić o bardzo złym stanie klasztoru – przeciekających dachach, powybijanych oknach i odpadającym tynku. Obiekt wymagał generalnego remontu. Pieniądze na ten cel przekazał Urząd Gminy w Kazimierzu Biskupim.
13 stycznia 2011 roku w pustelni zmarł najstarszy wówczas kameduła w Polsce – Brat Leonard. Miał 93 lata, z których ponad 72 spędził w murach klasztornych w Krakowie i Bieniszewie. Urodził się w 1918 roku w Beznazwie w powiecie tureckim, a 20 stycznia 1939 roku wstąpił w szeregi białych braci. Uroczystości pogrzebowe odbyły się 15 stycznia w krypcie klasztornej w obecności rodziny, duchowieństwa i wiernych. Brata pochowano zgodnie z kamedulską tradycją – ciało złożone na desce wsunięto do krypty, a otwór zamurowano.

## Architektura

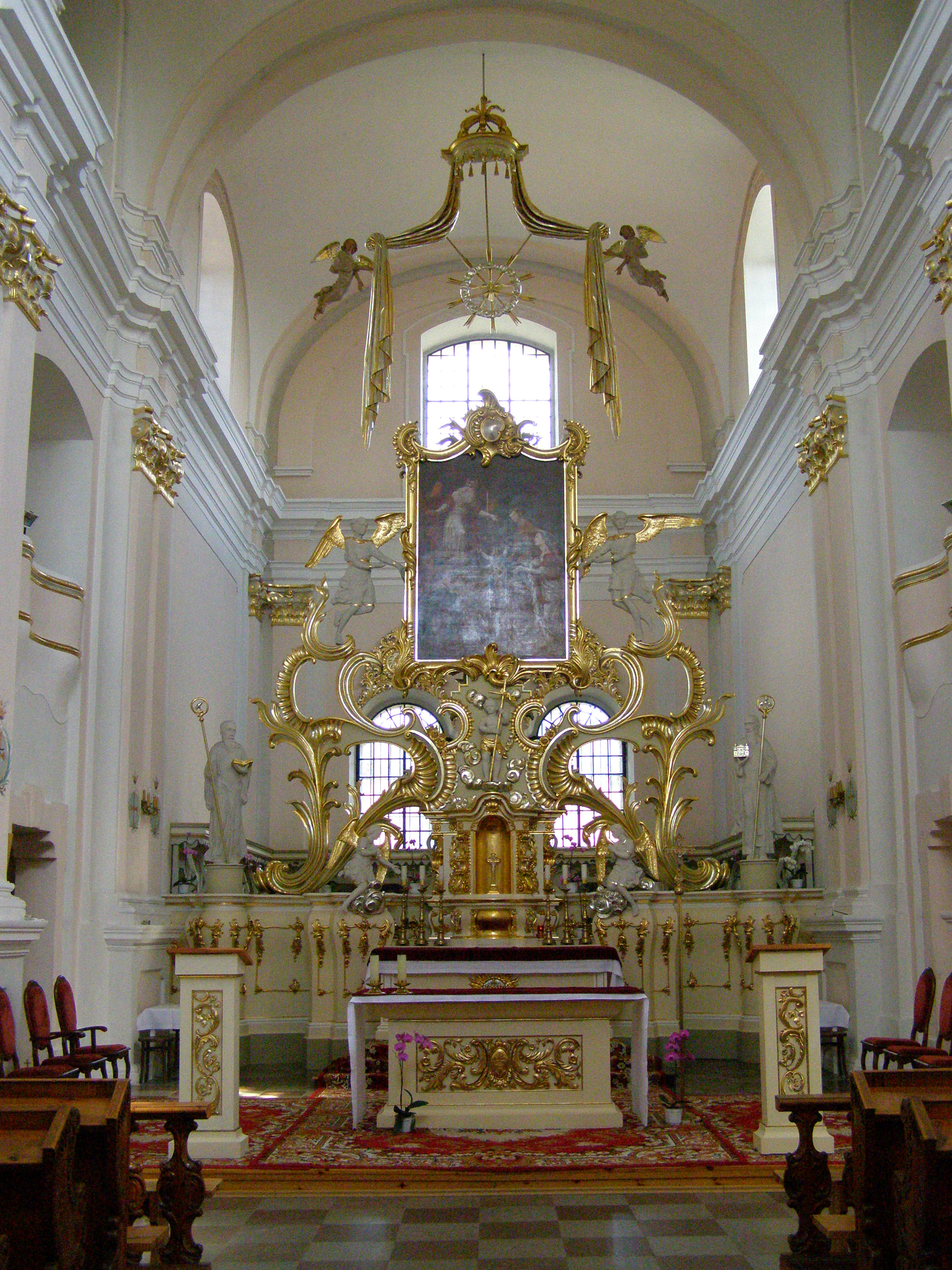
Ołtarz główny

Kościół pw. Ofiarowania Najświętszej Maryi Panny zbudowano w latach 1760–1781. Autor projektu jest nieznany. Przypuszcza się, że był to jeden z architektów włoskich. Kościół jest jedną z charakterystycznych budowli rokokowych. Na początku był bogato zdobiony, jednak obecny wystrój jest skromny. Przyczyniły się do tego grabieże i zniszczenia podczas rozbiorów i wojen.
We wnętrzu świątyni można podziwiać zrekonstruowany, barokowy ołtarz, dawniej otoczony czterema mniejszymi ołtarzami poświęconymi świętym Barnabie, Brunonowi Bonifacemu z Kwerfurtu, Romualdowi i Pięciu Braciom Męczennikom. Po prawej stronie od ołtarza, nad wejściem do kaplicy Świętego Krzyża znajduje się obraz Pięciu Braci Męczenników. W przedłużeniu dwóch naw bocznych od poziomu ziemi piętrzą się wieże. Pod nawami znajdują się krypty, z których jedna udostępniona jest zwiedzającym. Od północy do prezbiterium przylega kaplica Świętego Krzyża zwana kapitularzem, od południowej jest zakrystia. W kapitularzu na sklepieniu są obrazy Sądu Ostatecznego, a niżej – historia znalezienia Świętego Krzyża oraz obrazy z życia świętego Humberta. Ze względu na malowidła kapitularz zwany jest przez wiernych „Piekiełkiem”. Polichromie autorstwa Włocha Joannesa Petriego zostały odnowione w 1983 roku. Wiekowość kościoła potwierdzają dębowe stalle z 1755 roku oraz jesionowe szafy z 1760.

## Zwiedzanie

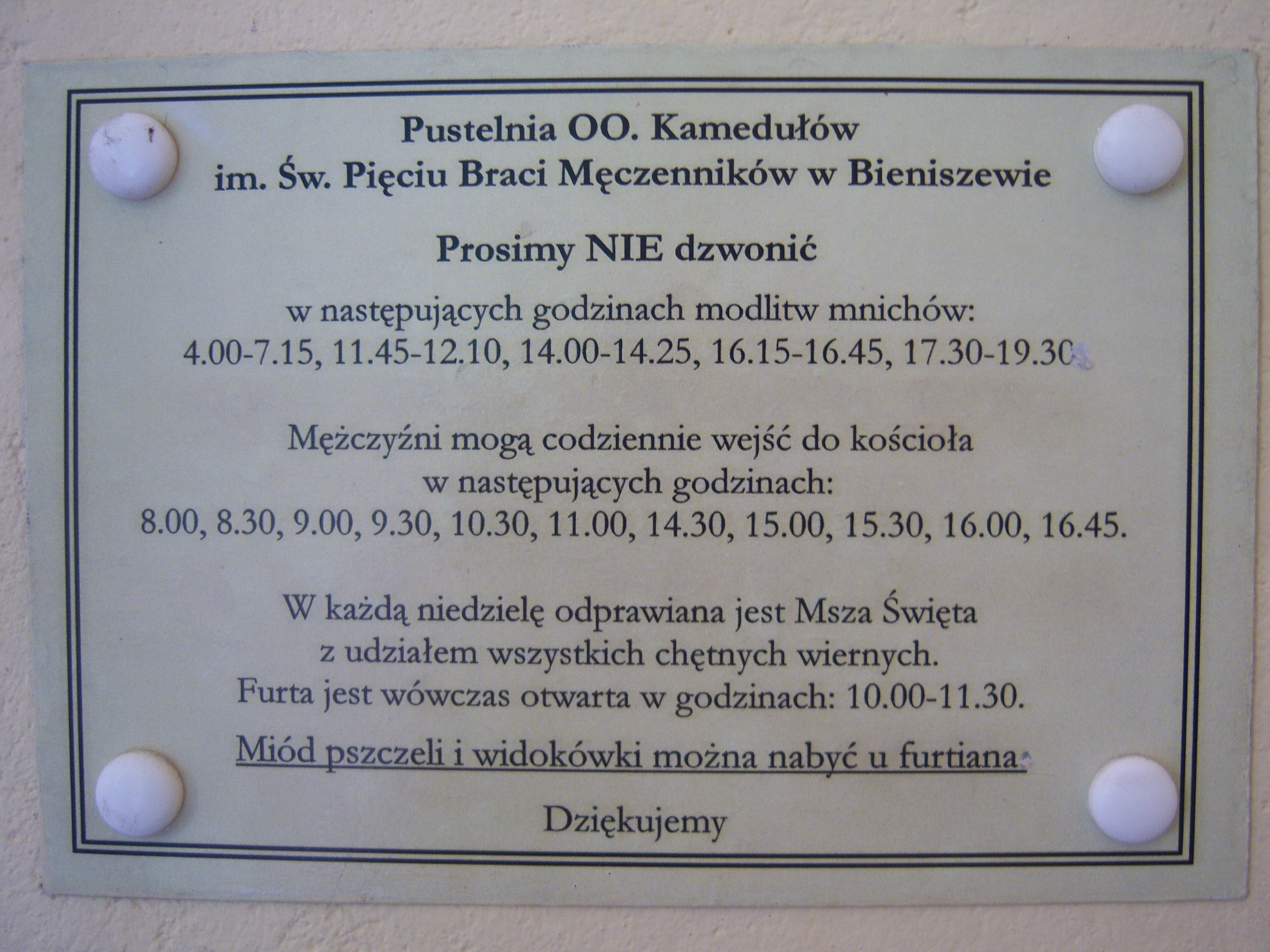
Informacja na bramie głównej klasztoru

Reguła zakonna nakazuje, że wstęp do klasztoru mają wyłącznie mężczyźni. Zwiedzanie jest możliwe codziennie, przez cały rok, w czasie otwarcia furty o godz. 8:00, 8:30, 9:00, 9:30, 10:00, 10:30, 11:00, 14:30, 15:00, 15:30, 16:00 oraz 16:45.
Kobiety (poza niedzielnymi nabożeństwami) mają wstęp do klasztoru przez trzy dni w roku:
- poniedziałek po niedzieli Zesłania Ducha Świętego (Zielone Świątki),
- 2 lipca (rocznica powrotu braci do pustelni w 1937 roku),
- 8 września (Narodzenie NMP; odpust w klasztorze).

W niedziele i w powyższe dni Msza Święta odprawiana jest o godz. 10:30.
Tylko 8 września wszyscy zainteresowani mogą zwiedzać cały klasztor, również część objętą klauzurą. W każdą niedzielę wstęp do eremu mają wszyscy, jednak nie mają wstępu do miejsc objętych klauzurą.

## Adres
Klasztor OO. Kamedułów

Bieniszew

62-530 Kazimierz Biskupi